# Veronica Antal
Veronica Antal (ur. 7 grudnia 1935 w Nisiporești, zm. 24 sierpnia 1958 w Hălăucești) – rumuńska zakonnica świecka, członkini Franciszkańskiego Zakonu Świeckiego, męczennica, błogosławiona Kościoła katolickiego.

## Biografia
Urodziła się 7 grudnia 1935 jako pierwsze z czworga dzieci Jerzego i Ewy Antalów; dzień później została ochrzczona w parafii w Hălăucești, przyjmując imię Weronika, na cześć jeden z sióstr swojego ojca.
W wieku 7 lat rozpoczęła naukę w szkole podstawowej, a po kilku latach wstąpiła do chóru maryjnego. Pod wpływem rady ojca Alojzego Donea zapisała się do trzeciego zakonu franciszkańskiego tercjarek i złożyła prywatne śluby czystości. Jej życie było napełnione modlitwą i miłością do Boga; codziennie rano wstawała, aby wraz ze swoimi przyjaciółmi przejść osiem kilometrów do pobliskiej parafii. Uczestniczyła tam w porannych mszach św., przyjmowała eucharystię i adorowała Najświętszy Sakrament.
23 sierpnia 1958 po raz ostatni przed śmiercią uczestniczyła w eucharystii i jedna z jej przyjaciółek zauważyła, że podczas nabożeństwa Veronica była blada i nieobecna, wtedy przeczuwała, że wydarzy się coś tragicznego, mówiąc: Tylko Bóg raczy to wiedzieć!. 24 sierpnia 1958 w drodze do Nisiporești, po uczestnictwie we mszy św. w Hălăucești, Veronica została brutalnie zamordowana przez Pawła Mocau, który próbując dokonać gwałtu, zadał jej kilkanaście ciosów nożem. Znaleziono ją dzień później, ściskającą różaniec w dłoni.
25 listopada 2003 rozpoczął się jej proces beatyfikacyjny. 26 stycznia 2018 papież Franciszek ogłosił dekret o jej męczeństwie. Uroczyste wyniesienie jej do chwały błogosławionych nastąpiło 22 września 2018 w kościele Wniebowzięcia Najświętszej Maryi Panny w Nisiporești. Uroczystości przewodniczył kardynał Giovanni Angelo Becciu, prefekt Kongregacji Spraw Kanonizacyjnych.